# Drivasto
Drivasto (in albanese Drisht) è un villaggio del comune albanese di Scutari, capoluogo dell'omonima prefettura; è stata un'importante città dell'Albania medievale.

## Storia
Si sa che Drivasto esisteva prima del XII secolo. La diocesi di Drivasto nel 1089 divenne suffraganea dell'arcidiocesi di Antivari dopo essere stata suffraganea dell'arcidiocesi di Ragusa.
Nel 1183, il serbo Stefano Nemanja conquistò Drivasto e i suoi dintorni.
I cittadini di Drivasto assassinarono il loro vescovo nel XIII secolo.
Nel 1241 la città fu saccheggiata dai Tatari durante la loro avanzata attraverso il principato di Zeta nella via verso casa.
Gli studiosi ritengono che Drivasto pervenne in mano dei Balšići verso la primavera del 1362. Ad ogni modo, è certo che nel 1363 avevano conquistato Drivasto e la vicina Scutari.
Nel 1393 Đurađ II Balšić dopo aver negoziato la propria libertà dalla prigionia turca, si sottomise alla sovranità ottomana e ordinò la resa di Drivasto, Sveti Srđ e Scutari. Tuttavia, Đurađ pose presto fino al suo vassallaggio verso gli Ottomani e riconquistò le città che aveva ceduto pochi mesi prima. Sapendo di non poter resistere ad un contrattacco ottomano, cedette le città, compresa Drivasto, a Venezia in cambio di 1 000 ducati all'anno.
Nel 1399 i cittadini di Drivasto e Scutari iniziarono una rivolta contro Venezia, furiosi per le ingenti imposte a cui erano stati assoggettati. La rivolta durò tre anni, ma al termine le truppe veneziane riuscirono a riportare la situazione sotto controllo. Tuttavia, le zone attigue a Drivasto e a Scutari non riconobbero più l'autorità veneziana.
Indispettito dalla politica veneziana sulle terre che aveva governato e dal monopolio sui commerci che aveva causato una stagnazione economica nei suoi porti, Đurađ II inviò le sue truppe nei territori, compresa la città di Drivasto, rompendo la pace con Venezia. L'azione di Đurađ indusse Venezia a ritenere che aveva avuto un ruolo determinante nel sobillare la rivolta. Gli studiosi sono incerti dell'esattezza di questo sospetto. Anche i Turchi decisero di inviare bande di razziatori verso queste regioni che consideravano ribelli.
Nel 1423 il despota serbo Đurađ Branković conquistò Drivasto.
Nell'agosto del 1442, Venezia acquistò Drivasto da Đurađ Branković. Verso la metà degli anni 1440 Skanderbeg ordinò ai Veneziani di cedere Drivasto agli Albanesi, insieme con le terre dell'ex Lekë Zakarij, ma i Veneziani rifiutarono.
Nel settembre del 1478 Drivasto fu conquistata dagli Ottomani.

## Monumenti e luoghi d'interesse
Le rovine del castello di Drivasto risalente al XIII secolo si trova su una collina a 300 m sul livello del mare. Le rovine del castello stesso contengono i resti di 11 case.